# G7a torpedó
A G7a torpedó a német haditengerészet (Kriegsmarine) egy, még a háború elején kifejlesztett torpedója volt.

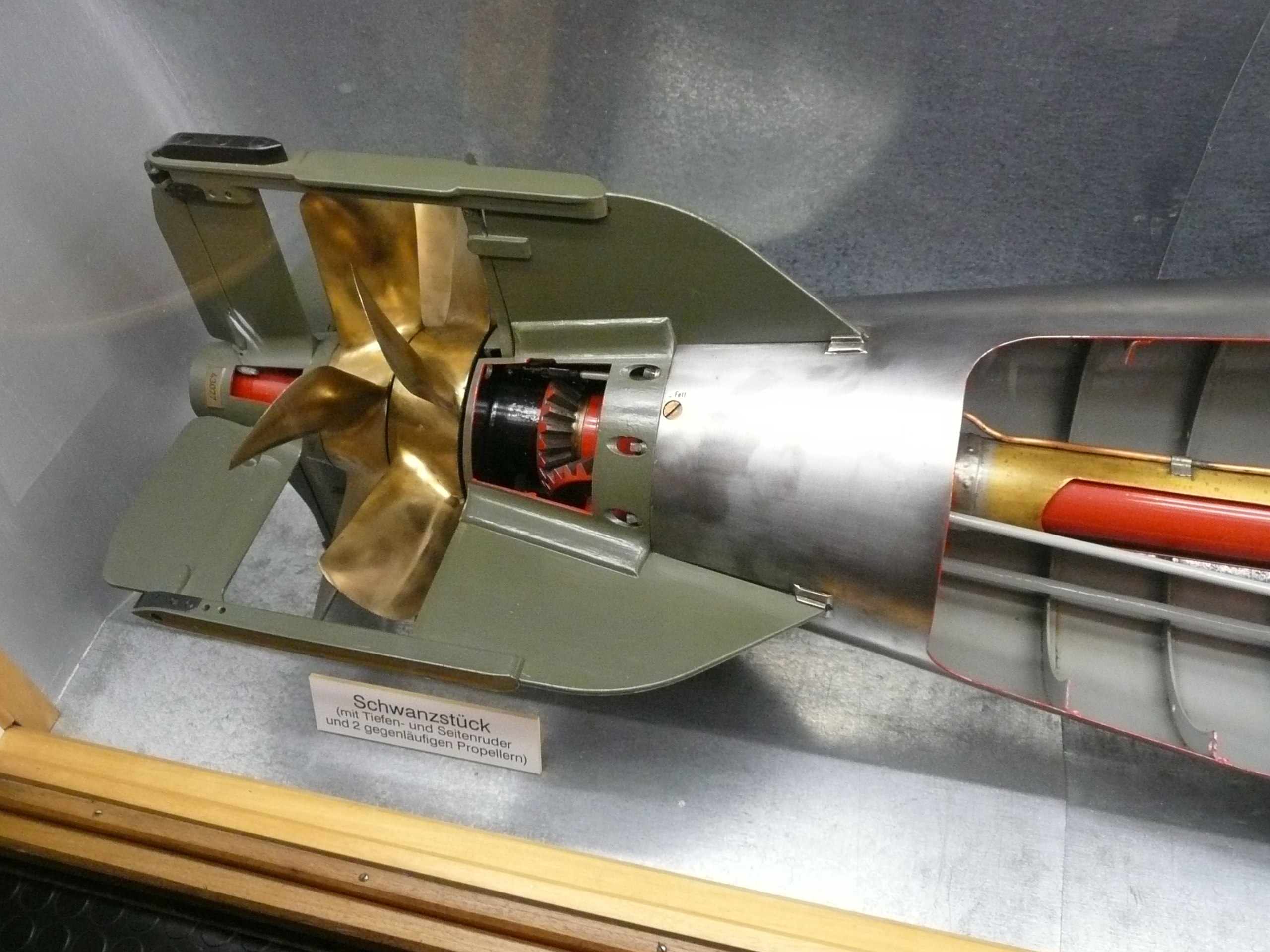
A G7a torpedó propellerje és gőzmeghajtású motorja.

## Leírása
Már a háború elején elterjedt a gőzmeghajtású torpedó. A torpedó égéskamrájában sűrített gázkeveréket elegyítettek benzinnel, és vízzel. A keverék begyújtásával keletkező nagy nyomású gőz hajtotta meg a torpedó négyhengeres motorját. Nagy sebessége ellenére volt egy nagy hibája is. Ami nem más mint, hogy a gőz vastag buborékhullámot húzott a víz felszínén így felfedte a tengeralattjáró pozícióját.